# Change.org
Change.org ist eine weltweit agierende Plattform für Online-Aktivismus mit Hauptsitz in San Francisco. Mit mehr als 265 Millionen Nutzern war sie 2018 nach eigenen Angaben die „weltweit größte Kampagnenplattform“. Die Plattform ermöglicht Bürgern, einfach und direkt Petitionen zu starten. Sie ist offen für alle Themen und Anliegen. Beliebt sind Petitionen aus den Bereichen Demokratie, Armut, Umwelt, Wohnen, Inklusion, Mobilität, Migration, Netzpolitik, Tierschutz, Handelsbeziehungen und Menschenrechte. Erklärtes Ziel von Change.org ist es, Menschen weltweit die Möglichkeit zu geben, sich für die Welt einzusetzen, in der sie leben möchten. Change.org ist ein am Gemeinwohl ausgerichtetes Sozialunternehmen (Public Benefit Corporation). Alle erzielten Gewinne werden in die Plattform zurückinvestiert. Change.org Deutschland, ein eingetragener Verein, ist Lizenznehmer und Nutzer der technischen Plattform von Change.org PBC ohne weitere rechtliche Verbindungen.

## Gründung und Entwicklung
Change.org wurde 2007 von Ben Rattray und Mark Dimas als Social Business gegründet. Rattray wollte ursprünglich Investmentbanker werden. Als er erlebte, welche nachteiligen Reaktionen sein Bruder auf dessen homosexuelles Coming-out erfuhr, beschloss er, sich dafür einzusetzen, dass Menschen ihr direktes Umfeld verändern können. Zunächst versuchten Rattray und sein Stanford-Kommilitone Dimas soziales Fundraising, ein Freiwilligen-Netzwerk oder Bloggergruppen im Internet zu organisieren, womit sie jedoch zunächst keinen Erfolg hatten.
Deshalb begannen Rattray und Dimas 2010 damit, die Seite neu aufzubauen und den Fokus auf kollektive Aktionen und Bürgerbeteiligung zu legen. Menschen sollten mit Hilfe von Change.org Petitionen starten, sich gegenseitig unterstützen und so erfolgreich gesellschaftlichen Wandel herbeiführen. Change.org beschäftigte Ende 2018 140 feste Mitarbeiter in 18 Ländern, existierte in zwölf Sprachen und wurde in 196 Ländern der Welt genutzt.
Im Jahr 2012 nahm das US-Nachrichtenmagazin Time change.org-Gründer Ben Rattray in die Liste der 100 einflussreichsten Menschen der Welt auf.

## Change.org Deutschland
Im September 2016 gründete das deutsche change.org-Team einen unabhängigen gemeinnützigen Verein – den change.org e. V. Deutschland mit Sitz in Berlin. Der Verein war Lizenznehmer der Change.org PBC (Public Benefit Corporation) in den USA und nutzte dessen technische Plattform und globale Infrastruktur. Darüber hinaus war change.org e. V. in keiner Weise rechtlich mit Change.org PBC verbunden. Die Plattform hat in Deutschland rund 6 Millionen registrierte Nutzer. Der Verein zählte Ende 2017 mehr als 5.000 und Ende 2018 mehr als 10.000 Förderer. Er finanziert sich zu 100 Prozent über Spenden- und Förderbeiträge, womit das alte Finanzierungsmodell in Deutschland abgelöst wurde. Der Verein erfüllt die Bedingungen der Initiative Transparente Zivilgesellschaft und darf somit das Logo der Initiative verwenden. Die Jahresberichte des Vereins entsprechen den Vorgaben des Social Reporting Standards (SRS). Der seit 2014 amtierende Deutschlandchef der Change.org PBC, Gregor Hackmack, ist nunmehr auch Vorstandsmitglied des Vereins.
Im Februar 2021 entzog das zuständige Finanzamt in Berlin dem Change.org-Verein den Status der Gemeinnützigkeit. Dem ging ein Vorlauf von zwei Jahren voraus. Das Finanzamt argumentiert, nur Petitionen an staatliche Stellen seien vom gemeinnützigen Zweck der „Förderung des demokratischen Staatswesens“ gedeckt. Der innn.it-Verein führt den Rechtsstreit fort, gewann zunächst vor dem Finanzgericht Berlin-Brandenburg in Cottbus. Am 12. Dezember 2024 wurde vor dem Bundesfinanzhof verhandelt, mit dem Ergebnis einer Zurückverweisung an das Finanzgericht Berlin-Brandenburg.
Bereits im Februar 2022 kündigte die Change.org PBC (die Betreiberin der internationalen Change.org-Plattform) an, den Lizenzvertrag mit Change.org Deutschland aufzulösen. Das Team Change.org Deutschland um Gregor Hackmack verließ am 31. Mai 2022 den Mutterverein, lancierte die eigene Kampagnenplattform innn.it und benannte den Verein in innn.it e. V. um. Die Webseite change.org/de wird seitdem von Angestellten der Change.org PBC betreut.

## Ziele und Arbeitsweise
Change.org ist eine kostenlose Kampagnenplattform. Change.org führt selbst keine Kampagnen durch, sondern unterstützt Aktivisten (sofern die Petitionen nicht gegen die Richtlinien oder Verhaltensregeln von Change.org verstoßen). Erklärtes Ziel ist es, Campaigning zu dezentralisieren und lokales Engagement zu fördern. Die Organisation will eigenen Angabe zufolge fördern, dass Einzelpersonen sich jederzeit zutrauen, gesellschaftliche Veränderung anzustoßen. Es sei grundsätzlich das Bedürfnis und die Fähigkeit eines jeden Menschen, Ungerechtigkeiten zu beseitigen und dafür die selbst empfundene Ohnmacht zu überwinden. Dazu können Nutzer im Internetangebot von Change.org in erster Linie Online-Petitionen zu einem beliebigen Thema erstellen und verbreiten, wobei die festen Mitarbeiter von Change.org in manchen Fällen handwerkliche und strategische Unterstützung leisten. Das Kampagnentraining der Plattform bietet dabei Anhaltspunkte, wie Kampagnen bei Change.org ablaufen.
Manche Petitionen erfahren mehr Unterstützung als andere. Die Auswahl der Petitionen, auf denen stärker gearbeitet wird, brauchen eine starke Geschichte und müssen interessant für die Change.org-Gemeinschaft sowie faktisch belegbar und aktuell sein. Sobald Petitionen zu Gewalt, Hass oder Hetze aufrufen oder auf andere Art und Weisen gegen die Richtlinien und Vorstellungen der Change.org-Community verstoßen, werden diese entfernt. Häufen sich belegbare Hinweise, dass eine Petition möglicherweise Fehlinformationen beinhaltet, wird diese ebenfalls gelöscht. Sind diese Hinweise nicht belegbar, wird die Petition entsprechend gekennzeichnet.

## Finanzierung
Change.org erzielt Einnahmen durch Fördermitgliedschaften und Spenden sowie durch Bewerben von Petitionen auf der Website. Change.org-Förderer tragen dazu bei, die Technologie und das Kampagnenteam zu finanzieren, die Petitionsstarter zu coachen und zu unterstützen. Der Großteil der Einnahmen des Unternehmens entfällt auf das Bewerben von Petitionen. Einzelpersonen und Organisationen, die Petitionen starten oder unterschreiben, schalten Anzeigen, um diese Petitionen bei anderen Website-Besuchern zu veröffentlichen.
Bis heute hat Change.org 80 Millionen US-Dollar gesammelt. Investoren aus Wirtschaft, Technologie und Medien förderten das Wachstum der Plattform. Im Jahr 2017 trug eine von Reid Hoffman gesteuerte Investitionsrunde zur Umstellung auf das derzeitige Geschäftsmodell bei. Die Website erzielte zuvor Einnahmen durch die Anzeigenwerbung, die als gesponserte Kampagnen für Interessenorganisationen wie Amnesty International und Listbuilding-Services für Partnerorganisationen bezeichnet wurde. Im Mai 2013 startete die Website mit dem Bewerben von Petitionen, die es einem Unterzeichner ermöglichen, die Petition zu unterstützen, indem er im letzten Stadium der Petitionsunterzeichnung 1 $ bis 1000 $ zahlt.

## Bekannte Fälle und größte Petitionen

### Größte Change.org-Petitionen international (Stand: März 2023)
Bislang erreichten folgende Petitionen am meisten Unterschriften:
1. Justice for George Floyd: 19,7 Millionen Unterschriften[21]
2. Gerechtigkeit für Breonna Taylor: 11,4 Millionen Unterschriften[22]
3. SaveTheInternet #Uploadfilter: 5,3 Millionen Unterschriften[23]
4. Stop the willow project: 5,1 Millionen Unterschriften[24]
5. Electoral College: 4,9 Millionen Unterschriften[25]
6. Yulin: 4,8 Millionen Unterschriften[26]
7. Remove Amber Heard from Aquaman 2: 4,6 Millionen Unterschriften[27]
8. #FreedomOnYoutube: 4,3 Millionen Unterschriften[28]
9. Justice for Audrey: 3,8 Millionen Unterschriften[29]

### Weitere bekannte internationale Fälle

#### Trayvon Martin
Einer der bekanntesten Fälle auf Change.org und zugleich eine der am zahlreichsten unterstützten Online-Petitionen ist der Fall Trayvon Martin. Im Februar 2012 erschoss der Latino George Zimmerman den unbewaffneten 17-jährigen Afroamerikaner Trayvon Martin. Die lokalen Behörden erließen zunächst keinen Haftbefehl gegen Zimmerman. Die öffentlichen Proteste und Medienberichte, die schließlich zur Aufnahme der Ermittlungen führten, wurden von einer Petition begleitet und verstärkt, die Martins Eltern auf Change.org eingestellt hatten und die schließlich über 2,2 Millionen Unterschriften auf sich vereinigte.

#### Rededuell beim US-Präsidentschaftswahlkampf 2012
Im US-Präsidentschaftswahlkampf von 2012 war Candy Crowley die erste Frau seit 1992, die eines der TV-Duelle zwischen den Kandidaten Barack Obama und Mitt Romney moderierte. Damit setzten sich die erst 16-jährigen Mädchen Emma Axelrod, Sammi Siegel und Elena Tsemberis durch, die in einer Petition an die Debattenkommission gefordert hatten, dass eine Frau eines der Rededuelle moderieren möge.

#### Regierungshandeln gegen „korrigierende“ Vergewaltigungen
Lesbische Frauen werden u. a. in Südafrika teils Opfer von Vergewaltigungen, die von den Tätern vorgeblich in der Absicht unternommen werden, die Frauen durch die Vergewaltigung wieder heterosexuell zu machen und daher unter dem Euphemismus „korrigierende Vergewaltigung“ bekannt sind. Diese Verbrechen blieben lange straflos. Erst die Petition einer Südafrikanerin, deren Freundin Opfer eines solchen Verbrechens geworden war und die weltweit Aufsehen erregte, veranlasste die südafrikanische Regierung zu Gegenmaßnahmen.

### Bekannte Fälle in Deutschland

#### Bürgerklage gegen CETA
Marianne Grimmenstein, eine Flötenlehrerin aus Lüdenscheid, verfolgte die Verhandlungen zu CETA und TTIP von Anfang an, informierte sich über die Nachrichten und die Informationsseiten der Europäischen Kommission. Schon bald stand für sie fest: CETA fehlt es an Transparenz. Frau Grimmenstein plante früh, vor dem Bundesverfassungsgericht gegen einen solchen Vertrag zu klagen. Ihr Engagement auf Change.org begann im Oktober 2014 und im August 2016 konnte sie so eine professionelle Klageschrift und fast 70.000 Klagevollmachten beim Verfassungsgericht in Karlsruhe einreichen. Marianne Grimmenstein erlangte über die von ihr eingereichte und bis dato größte Bürgerklage gegen CETA bundesweite Bekanntheit.

#### Beschäftigung und Unterbringung von Leiharbeitern bei Amazon
Die von der ARD im Jahr 2013 ausgestrahlte Reportage Ausgeliefert! Leiharbeiter bei Amazon berichtete von bis zu 5000 Menschen, die als Saisonarbeitskräfte aus vielen Ländern Europas über die Arbeitsagenturen angeworben wurden. Nach Darstellung der ARD wurden die Leiharbeitnehmer in angemieteten Ferienwohnanlagen und Hotels durch angsteinflößende „Security-Leute“ der Firma H. E. S. S. überwacht. Sie hätten rechtsverletzend bis in die Privatsphäre der abgesonderten Arbeitnehmer vordringen können.
Anfang 2013 startete ver.di auf der Online-Petitionsplattform Change.org eine Petition zur Verbesserung der Arbeitsbedingungen der Leiharbeiter bei Amazon. Am 28. Februar 2013 wurden eine Liste mit 37.000 Unterstützern aus ganz Deutschland an die Werksleitung von Amazon im Logistikzentrum Bad Hersfeld übergeben.

#### Volumendrosseltarif der Deutschen Telekom
Die Deutsche Telekom kündigte im April 2013 an, ihre DSL-Flatratetarife künftig mit Volumenbegrenzungen zu versehen. Das eigene Angebot T-Entertain sollte davon aber ausgenommen sein. Zudem kündigte Deutschlandchef Niek-Jan van Damme an, ausgewählte Anbieter gegen Bezahlung von der Drosselung auszunehmen. Der 18-jährige Abiturient Malte Götz sah darin eine irreführende Verwendung des Begriffs Flatrate und eine Verletzung der Netzneutralität. Seine Petition vereinigte nach wenigen Wochen über 200.000 Unterschriften auf sich. Zahlreiche Netzaktivisten und die Digitale Gesellschaft organisierten ebenfalls Proteste. Über Malte Götz und seine Petition wurde medial umfassend berichtet, er traf Telekom-Chef van Damme und erzielte schließlich einen weitreichenden Teilerfolg: Im Juni gab die Telekom bekannt, die Drosselpläne erheblich abzumildern. Kurz darauf wurde bekannt, dass der damalige Wirtschaftsminister Philipp Rösler – wie in der Petition gefordert – zudem eine gesetzliche Garantie der Netzneutralität plant.

#### Urheberrechtsreform der Europäischen Union / SaveTheInternet
Der Vorschlag für eine Richtlinie des Europäischen Parlaments und des Rates über das Urheberrecht im digitalen Binnenmarkt ist ein kontroverser Entwurf in einem laufenden EU-Gesetzgebungsverfahren, der das Ziel verfolgt, das Urheberrecht der Europäischen Union an die Erfordernisse der digitalen Gesellschaft anzupassen. Die Vorlage des Entwurfs gilt auch nach mehreren Revisionen als sehr umstritten. Gegenstand der Kontroversen sind insbesondere Bestrebungen zur Einführung eines Leistungsschutzrechts für Presseverleger sowie die Umsetzung einer Verpflichtung zur Lizenzierung urheberrechtlich geschützter Inhalte und damit verbundener Upload-Filter (Artikel 13). Im Rahmen zahlreicher Kampagnen gegen Artikel 13 initiierten die Aktivisten Dominic Kis und Pascal Fouquet eine Petition bei Change.org unter dem Titel Stoppt die Zensurmaschine – Rettet das Internet! – #Uploadfilter #Artikel13 in deutscher, englischer, finnischer, französischer, italienischer, niederländischer, polnischer, portugiesischer, rumänischer und spanischer Sprache. Die Petition wendet sich gegen die Artikel 11, 12 und insbesondere 13, wobei die EU-Abgeordneten explizit dazu aufgefordert werden, die Upload-Filter aus der geplanten Reform zu streichen.
Am 18. Februar 2019 wurde die bis dahin rund 4,7 Millionen Mal mitgezeichnete Petition von den Initiatoren an Justizministerin Katarina Barley (SPD) übergeben. Am 13. März 2019 übergaben in Straßburg YouTuber aus mehreren europäischen Ländern die Petition mit mittlerweile 4,9 Millionen Unterschriften an die EU-Parlamentarier Brando Benifei und Daniele Viotti. Die 5 Millionen-Grenze wurde am 21. März 2019 überschritten. Diese Petition ist die zweitgrößte Change.org-Petition.
Die Petition und das Aktionsbündnis Save the Internet brachten am 23. März 2019 zwischen 170.000 und 200.000 Menschen in 16 europäischen Ländern auf die Straße. Bemerkenswert war die große Anzahl an Jugendlichen, von denen viele zum ersten Mal an einer Demonstration teilnahmen.

#### Manifest für Frieden
Die von Sahra Wagenknecht und Alice Schwarzer verfasste Petition Manifest für Frieden gegen Waffenlieferungen an die Ukraine nach dem russischen Überfall wurde am 10. Februar 2023 veröffentlicht. In den ersten 14 Tagen unterschrieben auf der Webseite knapp 665.000 Personen.

#### „Major-Tom“-Petition
Am 24. März 2024 wurde die Petition für Major Tom (völlig losgelöst) als neue Torhymne der deutschen Nationalmannschaft ins Leben gerufen, nachdem Adidas ein neues Nationaltrikot mit diesem Song beworben hatte. Schnell verbreitete sich diese über Social Media hinweg und konnte innerhalb der ersten 48 Stunden über 65.000 Unterschriften sammeln. Der DFB kündigte daraufhin Anfang Juni 2024 an, dass das Lied als neue Torhymne gespielt wird.

## Kritik
Im Sommer 2012 veröffentlichte die Huffington Post überarbeitete Werberichtlinien von Change.org, noch bevor die Organisation dies selbst tun konnte. Die Organisation stellte darin klar, dass sie grundsätzlich für Gruppen aus dem gesamten demokratischen Spektrum offen sei. Diese Veröffentlichung brachte Change.org von Teilen linksorientierter Kreise in den USA Kritik ein, weil diese Gruppen Change.org als linksgerichtet-progressive Plattform wahrgenommen hatten. Ben Rattray verteidigte, ebenfalls in der Huffington Post, die Ausrichtung seiner Organisation und argumentierte, nur als offene Plattform könne Change.org in verschiedenen Ländern der Welt ein Instrument für den Wandel sein, den die jeweiligen Gesellschaften anstrebten.
Außerdem wird Change.org dafür kritisiert, dass es, nach seinen Nutzungsbedingungen, Daten an Partnerorganisationen und sogar unbeteiligte Dritte verkaufen darf. 2015 warf Thilo Weichert als Datenschutzbeauftragter des Landes Schleswig-Holstein der Plattform vor, „in vieler Hinsicht gegen deutsches Datenschutzrecht“ zu verstoßen, unter anderem, da Daten von Millionen deutscher Nutzer im Lichte des Urteils des Europäischen Gerichtshofs zum Safe-Harbor-Abkommen ohne rechtliche Grundlage auf Servern in den USA verarbeitet und gespeichert würden, die Plattform diverse Tracking-Techniken zur Analyse des Nutzerverhaltens einsetze und der Abfluss bzw. die Weitergabe von Daten an Dritte unkontrolliert erfolge. Hierfür wurde Change.org 2016 mit der Negativ-Auszeichnung Big Brother Award bedacht.
Das kritisierte Bezahlmodell gab Change.org Deutschland 2016 mit der Vereinsgründung des Change.org e. V. auf. Seit Inkrafttreten der Europäischen Datenschutz-Grundverordnung (EU-DSGVO) gibt es auf den europäischen Webseiten von Change.org das sogenannte „Doppel-Opt-In“: Wer sich mit seiner E-Mail-Adresse in den Change.org-Verteiler eingetragen hat, muss durch eine anschließende Bestätigungs-E-Mail den Eintrag seiner E-Mail-Adresse bestätigen. Nach eigenen Angaben ist Change.org die Petitionsplattform in Deutschland, die die wenigsten Daten speichert.
Bei den meisten Petitionen wird eine Diskussion oder Kommentierung des Petitionsinhaltes ermöglicht. Allerdings kann durch Voreinstellungen beim Erstellen der Petition verhindert werden, dass eine Diskussion oder Kommentierung des Petitionsinhaltes möglich wird. Offensichtlich falsche oder fragliche Behauptungen können so nicht hinterfragt oder kommentiert werden. Change.org empfiehlt – bisher – in seiner Hilfe für diesen Fall eine entgegengesetzte Petition zu starten.
Im Jahr 2023 löschte Change.org mindestens einmal eine Petition, die dazu aufrief, die Veröffentlichung der Kleopatra-Verfilmung Queen Cleopatra auf Netflix zu stoppen. Change.org begründete die Löschung der Petition damit, dass diese gegen die Community-Richtlinien von Change.org verstoße.
Im selben Jahr löschte die Plattform eine Petition in Deutschland, die sich kritisch mit dem geplanten Selbstbestimmungsgesetz auseinandersetzte.